# Ferreira do Alentejo
Ferreira do Alentejo is een plaats en gemeente in het Portugese district Beja.
De gemeente heeft een totale oppervlakte van 646 km² en telde 9010 inwoners in 2001.

## Plaatsen in de gemeente
- Alfundão
- Canhestros
- Ferreira do Alentejo
- Figueira dos Cavaleiros
- Odivelas
- Peroguarda

Aljustrel · Almodôvar · Alvito · Barrancos · Beja · Castro Verde · Cuba · Ferreira do Alentejo · Mértola · Moura · Odemira · Ourique · Serpa · Vidigueira